# Panzerbrigade 106 “Feldherrnhalle”
De Duitse Panzerbrigade 106 “Feldherrnhalle” was een Duitse Panzerbrigade van de Wehrmacht tijdens de Tweede Wereldoorlog. De brigade was een van slechts dertien panzerbrigades en de enige die tot aan de capitulatie van 1945 als zelfstandige eenheid bleef bestaan. De brigade vocht uitsluitend aan het Westfront. 

De brigade kreeg de eretitel “Feldherrnhalle“ van de loggia Feldherrnhalle in München, die voor Adolf Hitler van symbolische waarde was door de zogenaamde “Bierkellerputsch” van november 1923.

## Krijgsgeschiedenis

### Oprichting
Panzerbrigade 106 “Feldherrnhalle” werd opgericht op 28 juli 1944 in Wehrkreis I op Oefenterrein Milau uit de resten van de in de pocket van Minsk vernietigde Panzergrenadierdivisie “Feldherrnhalle” met vervangingseenheden uit Danzig. De staf, de panzerabteilung en de ondersteunende eenheden kwamen alle van vervangingseenheden. Het Panzergrenadier-Bataillon 2106 werd gevormd rond een kern van 347 Soldaten en 100 voertuigen, van de bij Ebenrode verzamelde restanten van de Panzergrenadierdivisie "Feldherrnhalle", met toevoeging van jonge rekruten.

### Inzet

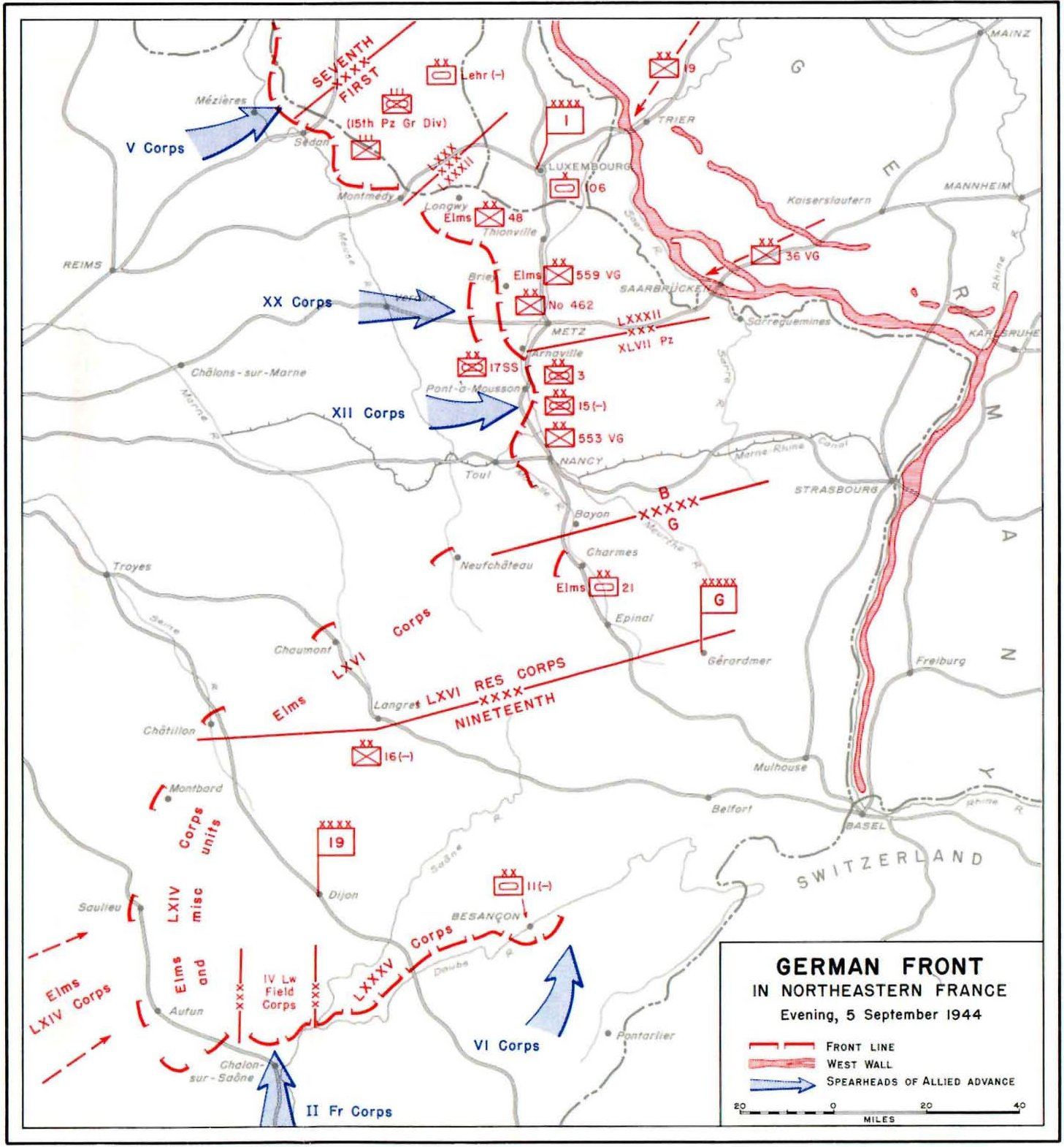
Front rond Metz, 5 september 1944

Van 31 augustus tot 2 september volgde dan het transport per spoor van Milau naar Trier. Vandaar marcheerde de brigade naar Thionville, voor een tegenaanval op het US 3e Leger tussen Metz en Briey. Dit was een nachtaanval tegen de flank van de US 90e Infanteriedivisie in de vroege ochtend van 8 september. De brigade viel aan en verwachtte dat de Amerikanen door de verrassing in paniek zouden raken. Dat lukte niet, de brigade raakte verspreid, doordat vooraf geen verkenning uitgevoerd was. De Amerikanen vochten terug met alles wat ze hadden. Aan het eind van de dag was de brigade gedecimeerd. Minstens 750 soldaten werden gevangengenomen door de Amerikanen en 21 Panthers en Jagdpanzer waren uitgeschakeld en daarnaast nog meer dan 60 halfrupsvoertuigen. De brigade verloor driekwart van zijn gevechts-effectiviteit in één dag en was niet langer een effectieve brigade. Daarna ging de brigade bij Briey tot de verdediging over, gevolgd door een terugtrekking naar het gebied zuidelijk van Luxemburg. Tijdens deze mars stootte de brigade bij Oberkorn – Dippach op een Amerikaans tankbataljon en kon daarbij 26 vijandelijke tanks en 8 pantserverkenningswagens vernietigen. Vervolgens werd net oostelijk van Luxemburg tot 11 september een verdediging opgezet, waarna een terugtrekking naar Trier volgde. Op 14 september marcheerde de brigade naar Pournoy-la-Grasse, ten zuiden van Metz, om samen met de 3e Panzergrenadierdivisie een tegenaanval uit te voeren op het Moezel-bruggenhoofd rond Pont-à-Mousson, gevolgd door enkele aanvallen in de omgeving. Rond Landremont ging de brigade tot de verdediging over tot de nacht van 17 september. 1944. En vervolgens een aanval samen met de 17e SS-Panzergrenadierdivisie "Götz von Berlichingen" rond Pournoy-la-Grasse. In de 11 dagen die volgden, was de brigade voortdurend in aanval en verdediging, maar steeds iets verder naar het oosten, zoals rond Château-Salins. Op 28 september ging de brigade naar Léning en werd per spoor naar Saint-Dié-des-Vosges-Laval-sur-Vologne gebracht, maar drie dagen later volgde opnieuw een treintransport, nu naar het gebied rond Belfort. Hier gaat de brigade tot 25 oktober over tot aanvallen en verdedigen rond Cornimont. Hierna volgde een verplaatsing naar de 21e Panzerdivisie rond Raon-l'Étape, om een gat in het front tussen deze divisie en de 16e Volksgrenadierdivisie te sluiten, wat duurde tot 30 oktober. Er volgde tot 9 november verdediging westelijk van Badenweiler en dan een verplaatsing naar Faulquemont (Falkenberg). Hier kreeg de brigade 42 nieuwe halfrupsvoertuigen en werd tot 19 november ingezet voor de verdediging van de Falkenberg-linie. Dan volgde weer een treintransport van Saarbrücken naar Guebwiller, voor een inzet in de zich vormende Colmar pocket. Succesvol werd de brigade rond Barr, waar door het uitschakelen van 13 Sherman-tanks een vijandelijke doorbraak voorkomen werd. In de periode van 28 tot 30 november stelde de brigade 35 vijandelijke tanks buiten gevecht in het gebied ten noorden van Sélestat, waarvan zeven door korporaal Fink met een Panzerfaust. De brigade blijft nu in de Colmar pocket tot begin februari. En voerde hier verdediging en tegenaanvallen uit in het noordelijk deel van de pocket.

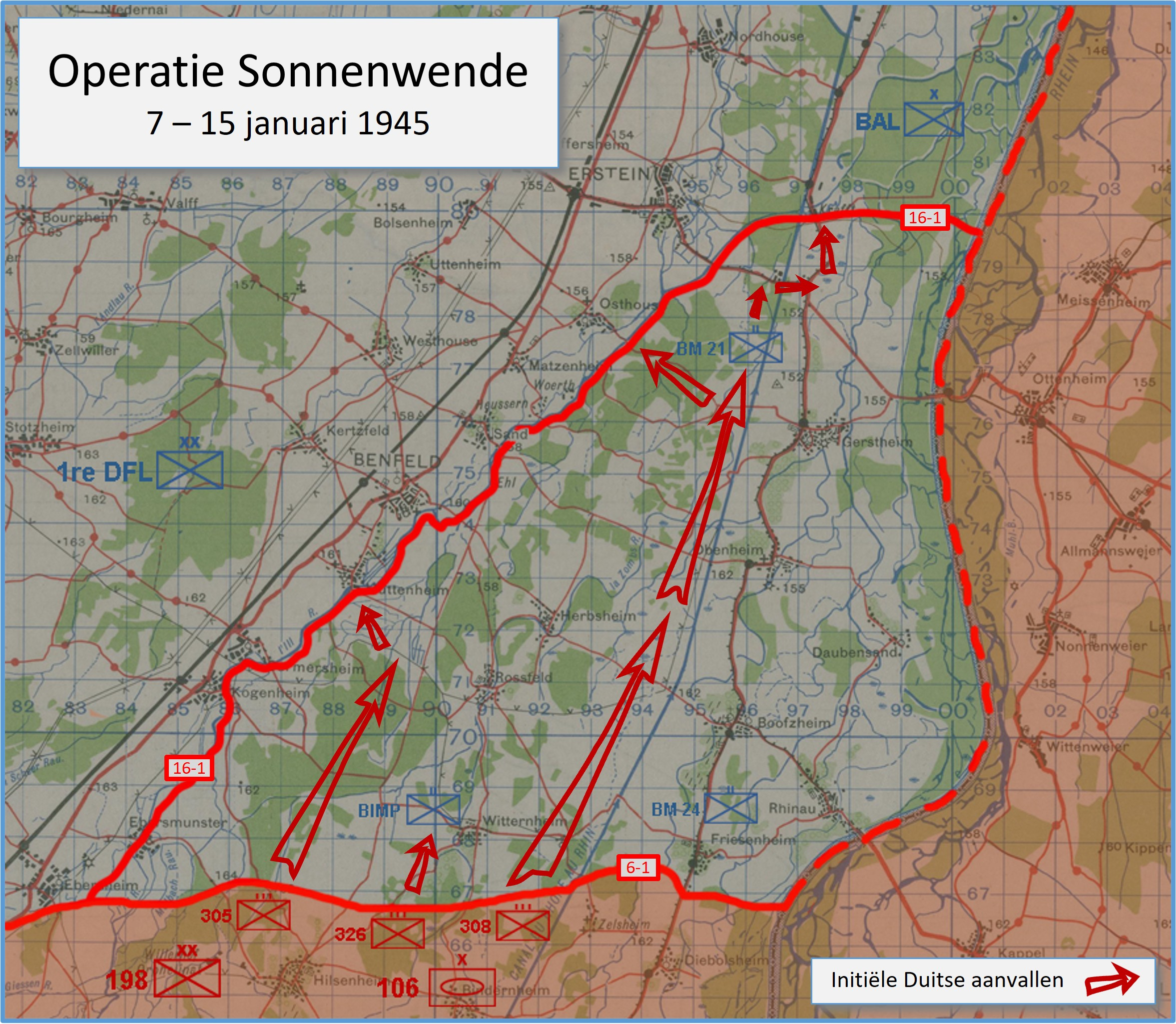
Operatie Sonnenwende

Ter ondersteuning van Operatie Nordwind, lanceerde het 64e Legerkorps op 8 januari 1945 aan de noordrand van het bruggenhoofd een aanval op Straatsburg. Met de 198e en 269e Infanteriedivisie en Pantserbrigade 106 (beschikkend over 2 Panzer IV, 10 Panthers, 4 Jagdpanzer IV en 4 Flakpanzers) werden verschillende Franse bataljons verslagen, maar op 12 januari kwam de aanval (Operatie Sonnenwende) op 15 km van zijn doel tot staan. Medio januari werd de brigade bij Emmendingen kort opgefrist. Van 20 januari tot 8 februari 1945 nam de brigade deel aan de verdediging van de Colmar pocket tegen het offensief van het 1e Franse Leger. Op 8 februari werd de brigade uit de lijn gehaald en de volgende dag bliezen de Duitsers de laatste brug over de Rijn op. Hierna werd de brigade per spoor verplaatst naar het gebied Keulen-Siegburg. Hier werd de brigade ingezet in defensieve gevechten, ook rond Bonn. Van 8 tot 12 maart volgde verdediging rond Aegidienberg. Op 15 maart beschikte de brigade over de volgende inzetbare pantservoertuigen: 3 Panzer IV, 7 Jagdpanzer IV, 3 Flakpanzer, 5 Panthers. Vervolgens tot 28 maart was de brigade in actie rond het Amerikaanse bruggenhoofd bij Remagen. Na de Amerikaanse uitbraak uit dit bruggenhoofd, werd de brigade in de zich tot 1 april vormende Ruhrpocket gedreven. De brigade vormde deel van de zuidoostelijke verdediging in de pocket, rond Hilchenbach. Op 8 april kreeg de brigade nog de opdracht Meschede terug in te nemen, maar dat was een onzinnige opgave. Tot 18 april lukte het de resten nog naar Ratingen te komen. In de nacht van 19 op 20 april werd de brigade opgeheven en ging daarmee in gevangenschap.

Een klein deel van de brigade was buiten de omsingeling gebleven en deze trok zich terug in de Harz. Daar werden nog nieuwe tanks toegewezen en op 17 april werd deze Kampfgruppe onder bevel van de Panzerdivisie “Clausewitz” gesteld. Op 22 april viel ook hier het einde, op de “Elm” heuvelrug oostelijk van Braunschweig. De laatste twee tanks werden opgeblazen en de soldaten verspreidden zich.

### Einde
Panzerbrigade 106 “Feldherrnhalle” werd in twee delen op 20 april (Ratingen) en 22 april 1945 (Elm) opgeheven en de troepen capituleerden aan Amerikaanse troepen.

### Slagorde

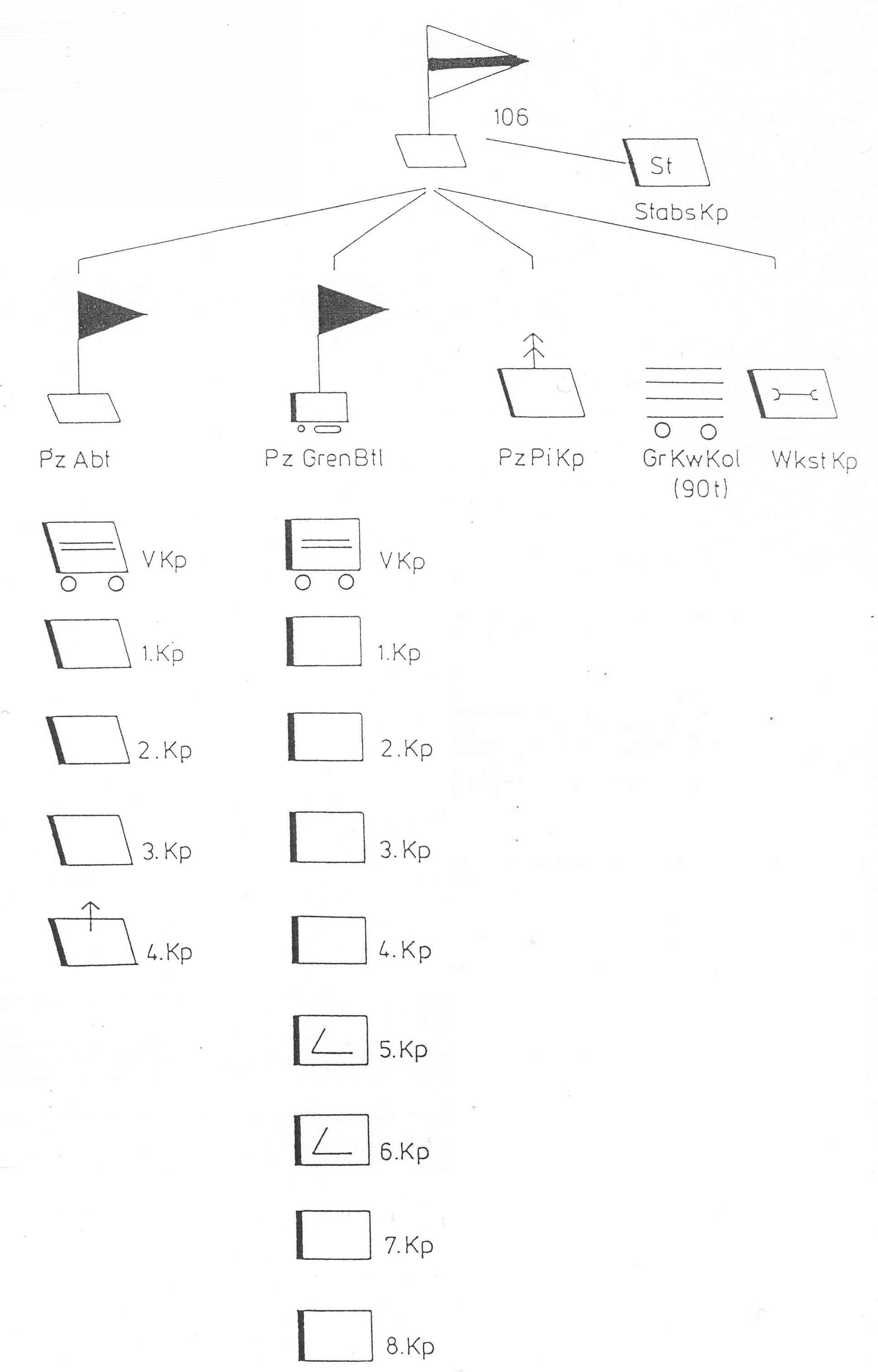
Slagorde van de PzBrig 106 FHH

- Panzerabteilung 2106 met 4 compagnieën (3 Panther tank compagnieën (36 stuks), 1 Jagdpanzer IV compagnie (11 stuks))
- Panzergrenadierbataljon 2106 met 8 compagnieën
- Brigade-eenheden met nummer 2106

## Commandanten

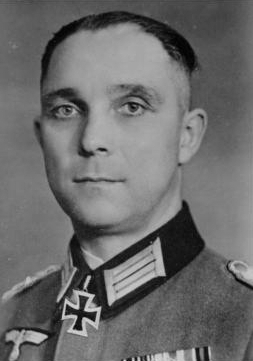
Oberst Franz Bäke

| Rang           | Naam                 | Begin           | Eind            |
| -------------- | -------------------- | --------------- | --------------- |
| Oberst         | Franz Bäke           | 28 juli 1944    | 12 januari 1945 |
| Major          | Bernhard von Schkopp | 12 januari 1945 | 24 januari 1945 |
| Oberleutnant   | Sommer               | 24 januari 1945 | 3 februari 1945 |
| Oberstleutnant | Heinrich Drewes      | 3 februari 1945 | 29 maart 1945   |
| Hauptmann      | Richard Pohl         | 29 maart 1945   | 11 april 1945   |
| Oberleutnant   | Ernst Matten         | 11 april 1945   | 20 april 1945   |